# Nina Hoss
Pour les articles homonymes, voir Hoss.
Nina Hoss, née le 7 juillet 1975 à Stuttgart, Allemagne, est une actrice allemande.

## Biographie
Nina Hoss est née le 7 juillet 1975 à Stuttgart, Allemagne. Son père Willi Hoss (de) († en 2003), syndicaliste et communiste, fut le cofondateur du parti politique Alliance 90/Les Verts et sa mère († en 2014) dirigea un théâtre. 
En 1997, elle est diplômée de la Hochschule für Schauspielkunst Ernst Busch à Berlin.

## Carrière
Tout au long des années 2000, ses interprétations sont remarquées au théâtre comme au cinéma. Elle multiplie en particulier les rôles dans les films de Christian Petzold. Ils travaillent ensemble une première fois en 2001, pour un téléfilm, Dangereuses rencontres. Un autre film de Petzold, Yella, permet à Nina Hoss de remporter l'Ours d'argent de la meilleure actrice à la Berlinale 2007. Elle est élue membre de l'Académie des arts de Berlin en 2009.
En 2011, elle est membre du jury international de la Berlinale 2011, présidé par Isabella Rossellini. 
Selon Libération, elle « personnifie l'Allemagne, comme Hanna Schygulla à une époque. »
En 2012, dans Barbara de Christian Petzold, elle interprète le rôle d'une chirurgienne de l'Allemagne de l'Est qui veut passer à l'Ouest.
Dans Phoenix en 2014, elle est une rescapée d'un camp de concentration. Elle joue également sur les planches, notamment dans les pièces La Vipère de Lillian Hellman en 2014, Bella Figura de Yasmina Reza en 2015 et The little Foxes, à nouveau de Lillian Hellman en 2016.
En 2016 elle est membre du jury international lors de la Mostra de Venise 2016, présidé par Sam Mendes.
En 2022, elle joue dans la série Jack Ryan et le film The Contractor de Tarik Saleh.

### Vie privée
Elle est mariée depuis 2015 à Alex Silva,un producteur de musique de nationalité britannique.
Elle est ambassadrice de Terre des femmes contre les mutilations génitales féminines.
La Femme qui est partie, de Lav Diaz, est son film favori des années 2010.

## Filmographie

### Cinéma

#### Longs métrages
- 1996 : Und keiner weint mir nach de Joseph Vilsmaier : Marilli Kosemund
- 1998 : Hölderlin, le cavalier de feu (Feuerreiter) de Nina Grosse : Marie Rätzer
- 1998 : Aime ton prochain (Liebe deine Nächste!) de Detlev Buck : Liz
- 1999 : Le Volcan (Der Vulkan) d'Ottokar Runze : Marion von Kammer
- 2002 : Le Défi (Nackt) de Doris Dörrie : Charlotte
- 2002 : La Nuit d'Epstein (Epsteins Nacht) d'Urs Egger : Paula
- 2003 : L'Ombre de l'enfant (Wolfsburg) de Christian Petzold : Laura Reiser
- 2005 : La Massaï blanche (Die weisse Massaï) de Hermine Huntgeburth : Carola Lehmann
- 2006 : Les Particules élémentaires (Elementarteilchen) d'Oskar Roehler : Jane
- 2006 : Ma vie avec Hannah (Leben mit Hannah) d'Erica von Moeller : Hannah Morgan
- 2007 : Yella de Christian Petzold : Yella Fichte
- 2007 : Das Herz ist ein dunkler Wald de Nicolette Krebitz : Marie
- 2008 : La Femme de l'anarchiste (The Anarchist's Wife) de Marie Noëlle et Peter Sehr : Lenin
- 2008 : Une femme à Berlin (Anonyma - eine Frau in Berlin)de Max Färberböck : Anonyma
- 2008 : Jerichow de Christian Petzold : Laura
- 2010 : Nous sommes la nuit (Wir sind die Nacht) de Dennis Gansel : Louise
- 2011 : Une fenêtre sur l'été (Fenster zum Sommer) de Hendrik Handloegten : Julianne Kreisler
- 2012 : Barbara de Christian Petzold : Barbara
- 2013 : Gold de Thomas Arslan : Emily Meyer
- 2013 : Un homme très recherché (A Most Wanted Man) d'Anton Corbijn : Irna Frey
- 2014 : Phoenix de Christian Petzold : Nelly Lenz
- 2017 : Retour à Montauk (Rückkehr nach Montauk) de Volker Schlöndorff : Rebecca
- 2019 : L'Audition (Das Vorspiel) d'Ina Weisse : Anna Bronsky
- 2019 : Pelikanblut de Katrin Gebbe : Wiebke
- 2020 : Petite Sœur (Schwesterlein) de Stéphanie Chuat et Véronique Reymond : Lisa
- 2022 : The Contractor de Tarik Saleh : Katia
- 2023 : Tár de Todd Field : Sharon Goodnow
- 2025 : Hedda de Nia DaCosta

#### Court métrage
- 2020 : Une journée à la mer de Jonathan Borgel : Agatha

### Télévision

#### Séries télévisées
- 2004 : Bloch : Lilly
- 2014 - 2017 : Homeland : Astrid
- 2019 : Criminal : Allemagne (Criminal : Germany) : Claudia Hartmann
- 2020 : Shadowplay : Elsie Garten
- 2022 : Jack Ryan : Alena Kovac

#### Téléfilms
- 1996 : Das Mädchen Rosemarie de Bernd Heichinger : Rosemarie Nitribittd
- 2000 : Die Geiseln von Costa Rica d'Uwe Janson : Kiki
- 2001 : Dangereuses rencontres (Toter Mann) de Christian Petzold : Leyla
- 2002 : Emilia Galotti : Comtesse Orsina

## Voix francophones
En France
| - Isabelle Gardien dans : - Le Volcan - Dangereuses rencontres (téléfilm) - Yella - Phoenix - L'Audition - Pelican Blood - Rafaèle Moutier dans (les séries télévisées) : - Homeland - Shadowplay - Jack Ryan | - Françoise Cadol dans : - Un homme très recherché - Criminal : Allemagne (série télévisée) Et aussi - Laurence Bréheret dans La Nuit d'Epstein - Déborah Perret dans Nous sommes la nuit - Odile Cohen dans Fenêtre sur l'été - Karine Texier dans Petite sœur - Marianne Basler dans Tár |

Au Québec

## Distinctions

### Récompenses
- Festival international du film de Berlin 2002 : Shooting Stars de la meilleure jeune actrice
- Festival international du film de Berlin 2007 : Ours d'argent de la meilleure actrice pour son rôle dans Yella
- Festival international du film de Saint-Sébastien 2019 : Coquille d'argent de la meilleure actrice pour son rôle dans L'Audition (Das Vorspiel)[8]
- Festival international du film de Stockholm 2019 : prix de la meilleure actrice pour son rôle dans L'Audition (Das Vorspiel)[9]